# Cementiri de Montjuïc

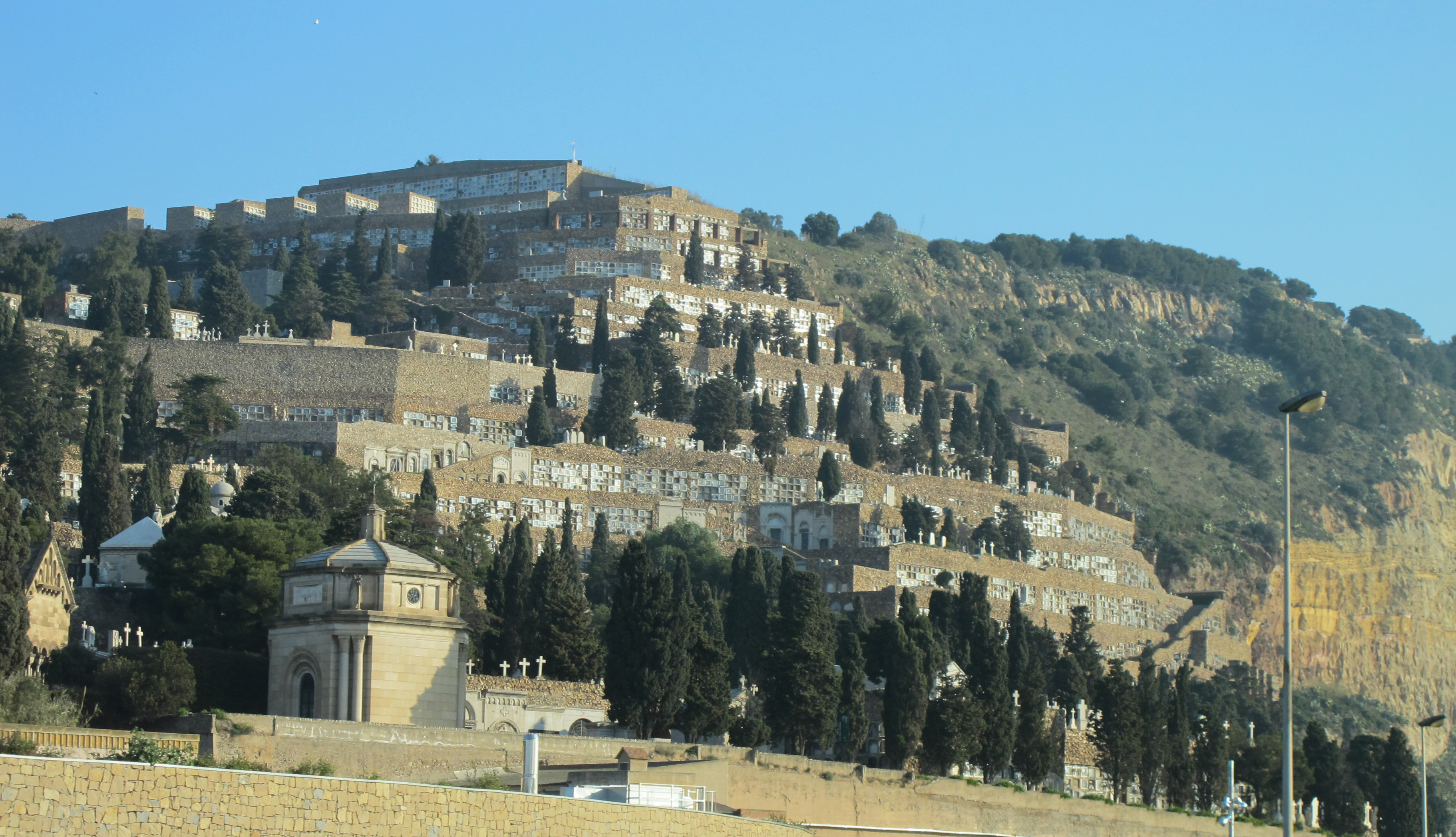
Cementiri de Montjuïc

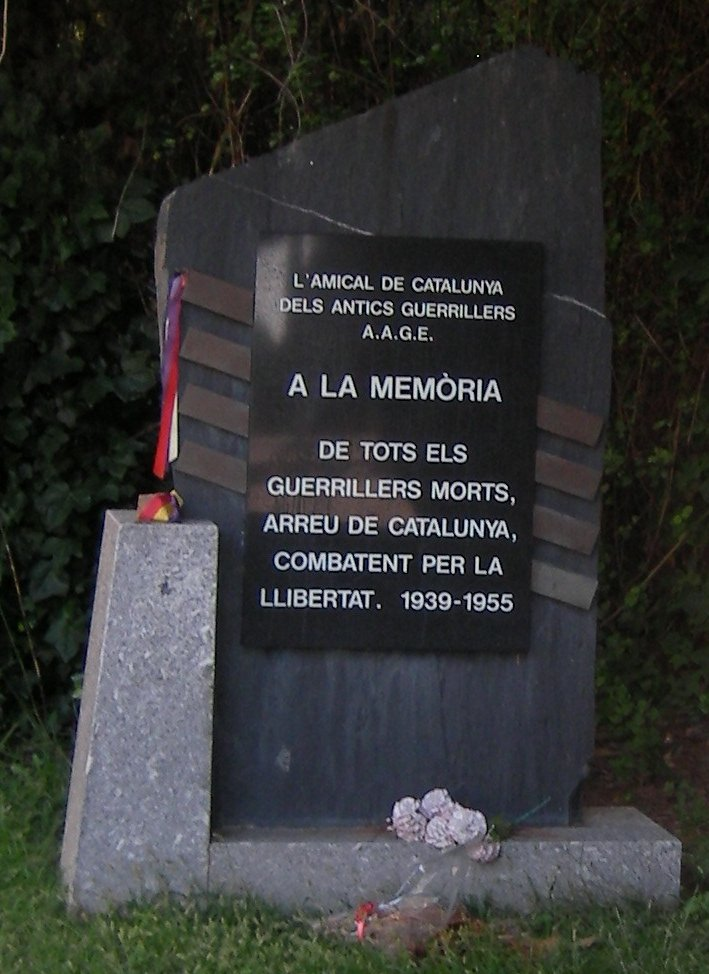
Denkmal für die nach dem spanischen Bürgerkrieg getöteten Guerilleros

Der städtische Friedhof Cementiri de Montjuïc liegt am Südrand des Hausbergs Montjuïc der Stadt Barcelona. Er ist nach Plänen des Architekten Leandro Albareda erbaut und am 17. März 1883 von Bürgermeister Francesc de Paula Rius i Taulet eingeweiht worden.
Durch das starke Wachstum der Stadt waren die Friedhöfe etwa in den Stadtteilen Poblenou, Horta, Sants, Sant Gervasi, Les Corts und Sant Andreu an ihre Kapazitätsgrenzen gelangt, ein Neubau im Rahmen der ausgedehnten Stadterweiterung Eixample war nötig und wurde möglich durch die Unterstützung der städtischen Bourgeoisie. Der Cementiri de Montjuïc wuchs kontinuierlich, die ursprünglich streng symmetrisch geplante Anlage wurde zunehmend dem teilweise schroffen Gelände angepasst, in den Stützmauern wurden Sockelbauten mit eingelassenen Grabnischen angelegt. 1960 war auch der Cementiri de Montjuïc an seine Grenzen gelangt, seither ist der Cementeri de Collserola der große städtische Friedhof von Barcelona. Er liegt am  Nordrand der Serra de Collserola.
Im Westen des Friedhofs ist im ehemaligen Steinbruch die Gedenkstätte Fossar de la Pedrera angelegt worden, die an die dort durchgeführten Erschießungen in der Zeit des Franquismus und die Gefallenen im Spanischen Bürgerkrieg erinnert.

## Gräber bekannter Persönlichkeiten
- Joan Alavedra (1896–1981), Schriftsteller, Dichter und Journalist
- Isaac Albéniz (1860–1909), Komponist und Pianist
- Salvador Puig Antich (1948–1974), Anarchist
- Francisco Ascaso (1901–1936), Anarchist, Mitglied der CNT
- Hans Beimler (1895–1936), deutscher Politiker (KPD), Mitglied der Internationalen Brigaden
- Francesc Cambó (1876–1947), Politiker[1]
- Lluís Companys (1882–1940), Präsident der Generalitat de Catalunya
- Ildefons Cerdà (1815–1876), Architekt
- Buenaventura Durruti (1896–1936), Anarchist und zentrale Figur im spanischen Bürgerkrieg
- Joan Gamper (1877–1930), Schweizer Fußballspieler und -funktionär, Gründungsmitglied des FC Barcelona
- Francesc Ferrer i Guàrdia (1859–1909), Anarchist, Pädagoge
- Àngel Guimerà (1845–1924), Schriftsteller
- Carme Karr (1865–1943), Feministin, Journalistin, Autorin, Musikologin und Komponistin
- Anselmo Lorenzo (1841–1914), Mitbegründer der anarchosyndikalistischen CNT
- Pascual Madoz (1806–1870), Politiker, 1868 kurzzeitig Präsident der provisorischen Regierung
- Francesc Macià (1859–1933), Präsident der Generalitat de Catalunya
- Joan Miró (1893–1983), Maler[2]
- Lluís Millet i Pagès (1867–1941), Komponist
- Frederic Mompou (1893–1987), Komponist und Pianist.
- Ángel Pestaña (1886–1937), Syndikalist und Politiker
- Josep Maria de Porcioles i Colomer (1904–1993), Bürgermeister von Barcelona
- Enric Prat de la Riba (1870–1917), Präsident der Mancomunitat de Catalunya
- Montserrat Roig (1946–1991), Schriftstellerin
- Santiago Rusiñol (1861–1931), Maler, Schriftsteller, Journalist und Theaterautor.
- Joan Salvat-Papasseit (1894–1924), Dichter
- Josep Maria de Sagarra (1894–1961), Dichter, Romancier, Dramaturg und Journalist
- Juan Antonio Samaranch (1920–2010), Präsident des IOC
- Salvador Seguí (1886–1923), Anarchosyndikalist
- Jacint Verdaguer (1845–1902), Dichter